# Sepia novaehollandiae
Sepia novaehollandiae е вид главоного от семейство Sepiidae. Видът не е застрашен от изчезване.

## Разпространение и местообитание
Разпространен е в Австралия (Виктория, Западна Австралия, Нов Южен Уелс и Южна Австралия).
Среща се на дълбочина от 2 до 348 m, при температура на водата от 13,3 до 25 °C и соленост 34,9 – 35,4 ‰.